# I. e. 38. század
| Évezredek i.e. | 10. | 9. | 8. | 7. | 6. | 5. | 4. | 3. | 2. | 1. | Időszámítás kezdete | 1. | 2. | 3. | 4. | 5. | 6. | 7. | 8. | 9. | 10. | Évezredek i.sz. |

## Események
- Núbiában megjelenik az első ismert endemikus núbiai kultúra.
- i. e. 3761. október 7. vasárnap - a világ teremtésének időpontja a zsidó naptár szerint.